# Meszicha Zecha
Meszicha Zecha (VIII wiek) – syryjski kronikarz, autor Kroniki z Arbeli.